# Star Trek: Nemzedékek
A Star Trek – Nemzedékek (eredeti cím: Star Trek: Generations) (Paramount Pictures, 1994) a Star Trek filmsorozat 7. része és ebből az első Star Trek: Az új nemzedék rész. Kirk, Scotty és Chekov, díszvendégként vannak jelen az Enterprise-B első útján. Segélykérést vesznek két El-aurián menekülteket szállító hajóról, amik egy hatalmas energiaörvénybe kerültek. A mentőakció közben az Enterprise is belekerül az örvénybe és csak Kirk önfeláldozása árán tudnak kijutni. 78 évvel később a Jean-Luc Picard vezette Enterprise-D segélykérést vesz egy űrobszervatóriumból, amit romulánok támadtak meg. Az egyetlen túlélő Dr. Tolian Soran, aki anno 78 évvel ezelőtt ott volt az egyik El-aurián hajón.

## A szereplők
| Színész          | Szerep                              | Magyar hang          |
| ---------------- | ----------------------------------- | -------------------- |
| Patrick Stewart  | Jean-Luc Picard kapitány            | Kránitz Lajos        |
| Jonathan Frakes  | William T. Riker parancsnok         | Koroknay Géza        |
| Brent Spiner     | Data parancsnokhelyettes            | Kassai Károly        |
| LeVar Burton     | Geordi La Forge parancsnokhelyettes | Szabó Sipos Barnabás |
| Michael Dorn     | Worf parancsnokhelyettes            | Imre István          |
| Gates McFadden   | Dr. Beverly Crusher hajóorvos       | Papp Ági             |
| Marina Sirtis    | Deanna Troi tanácsadó               | Nyírő Beáta          |
| Malcolm McDowell | Dr. Tolian Soran                    | Balázsi Gyula        |
| James Doohan     | Dr. Montgomery Scott                | Szabó Ottó           |
| Walter Koenig    | Pavel Chekov parancsnok             | Cs. Németh Lajos     |
| William Shatner  | James T. Kirk kapitány              | Szersén Gyula        |
| Alan Ruck        | John Harriman kapitány              | Rosta Sándor         |
| Whoopi Goldberg  | Guinan                              |                      |
| Jacqueline Kim   | Demora Sulu zászlós                 | Biró Anikó           |
| Barbara March    | Lursa Duras                         | Martin Márta         |
| Gwynyth Walsh    | B'Etor Duras                        | Fodor Zsóka          |
| Patti Yasutake   | Alyssa Ogawa (nővér)                |                      |

Az ok, amiért a film szinkronhangjai mások mint a sorozatban egyszerűen az, hogy az 1995-ös magyar premierkor, ami után legkésőbb a videóforgalmazáskor szinkront kellett készíteni, itthon nem vetítették még sehol a Star Trek sorozatokat, így Az új nemzedéknek sem alakulhattak még ki a jellegzetes hangjai (Szersén Gyula kivételélével aki a filmek során James T. Kirk kapitányal és az őt alakító William Shatnerel egybenőtt), és még egy bejáratott párosítás sem volt. Sorozat, köztük Az új nemzedék is csak 1997-ben jelent meg először magyar adón, ráadásul mivel az a sorozat vége előtt megszűnt, az újabb adó, ami újra vetíteni kezdte megváltoztatta Picard és Data hangját is a korábbihoz képest. Erről több a Star Trek: Az új nemzedék szócikkében olvasható.

## A történet
|  | Alább a cselekmény részletei következnek! |

Nem sokkal azután, hogy a USS Enterprise-A véghezvitte utolsó küldetését a Star Trek VI: A nem ismert tartományban, James T. Kirk és Montgomery Scott kapitányok, továbbá Pavel Andrejevics Csekov parancsnok részt vesznek a következő csillaghajó, a USS Enterprise-B ünnepélyes megkeresztelésén. A hajó parancsnokának John Harrimant nevezik ki. Az ünnepélyes próbaút értelmében az Enterprise megkerüli a Plútót, majd onnan visszatér a Földre.
Nemsokára azonban az Enterprise segélykérő hívásokat fog két hajóról, amik El-Aurian-i menekülteket szállítottak a szülőbolygójukról, amit a Borg pusztított el. Harriman kapitány kijelenti, hogy a problémát majd egy másik hajó megoldja, hivatkozva arra, hogy teszt út révén a hajó több rendszere – köztük például a vonósugarak – még nem lettek integrálva az űrhajóba. Mikor azonban megtudja, hogy az Enterprise az egyetlen űrhajó, ami a térségben tartózkodik, úgy dönt, hogy válaszol a vészjelzésekre, és segít a bajba jutott hajóknak.
Az Enterprise megérkezésekor a segítséget kérő csillaghajók lassan megsemmisülnek egy különös narancssárga energiagömb miatt, ami intenzív gravimetrikus energia kibocsátásával gyengíti a járművek szerkezetét. A legénység legnagyobb igyekezete ellenére egy hajó megsemmisül, mielőtt még ki tudnák menteni a rajta tartózkodókat. Míg a veszélyes helyzettel Kirk kapitány bátran, mindent kockára téve kész szembeszállni, addig Harriman azon fáradozik, hogy az Enterprise-t ne érje károsodás. Gyorsan kiderül, hogy Harriman kapitány képtelen kezelni az adott szituációt, ezért Kirk kapitányhoz fordul tanácsért. Kirk azonnal átveszi a hajó feletti irányítást, és közli Harrimannel, hogy mindenképp kockára kell tenni az Enterprise-B épségét, ha meg akarják menteni a megmaradt legénységet. Harriman lenyeli a keserű pirulát, és követi a visszavonult kapitány parancsait.
A második űrhajó, a Lakul, közel volt a megsemmisüléshez, de Mr. Scottnak még időben sikerült a hajó legénységének kb. a felét a transzporterrel a hajóra sugározni. Egy addig ismeretlen tényező miatt azonban az életjeleiket rendkívül nehéz volt bemérni, mintha azok a tér-idő-kontinuumon egyszerre belül és kívül is lettek volna.
A film eme incidens két túlélőjére épül: Guinanre, aki később a Star Trek: Az új nemzedék című sorozatban a Csillagbár csaposa lesz, ill. dr. Tholian Soranra, aki a film negatív főhőse lesz, habár ez ekkor még nem derül ki.
Miközben a hajó legénysége azon fáradozott, hogy megmentse az el-aurianiakat, az Enterprise túlságosan közel manőverezett a jelenséghez, és bekerült annak gravitációs vonzásába. Köszönhetően annak, hogy kevés berendezés lett még beszerelve a hajóba, az egyetlen menekülési megoldásnak az tűnik, hogy a megfelelő módon aktiválják a hajó deflektortányérját, s az majd kompenzálja a gravitációs hatást, s így mód nyílik az elmenekülésre. Harriman önként jelentkezik, hogy átállítja a tányért, és kéri Kirköt, hogy vegye át a parancsnokságot. Kirk kapitány beleül a kapitányi székbe, de rádöbben, hogy ez már nem az ő, hanem Harriman helye, neki már más a feladata, és biztosítja Harrimant, hogy majd ő elvégzi a szükséges módosításokat, és lesiet a 15-ös szintre, ahol a deflektorvezérlő-terem található.
Kirk sikeresen végrehajtja a módosításokat, de ekkor egy kisülés kicsap az energiagömbből a hajónak arra a szintjére, ahol a vezérlő van. A 15-ös szint oldalán hatalmas lyuk tátong, a legénység rádöbben, hogy Kirk kapitány meghalt. Ekkor visszaindulnak a Föld felé.
78 évvel később vagyunk, a USS Enterprise-D fedélzetén. Worf-ot előléptetik parancsnokhelyettessé, a legénység a holofedélzeten ünnepli. Data parancsnokhelyettes tovább fáradozik azon, hogy minél jobban megértse az embereket, különösen az érzelmeiket, s hozzájuk hasonlóvá váljon. Ennek érdekében beülteti és aktiválja a szervezetében az érzelemchipet, így az egész film alatt néha zavaró, néha humoros jeleneteknek lehetünk szemtanúi általa.
Eközben Jean-Luc Picard kapitány szomorú híreket kap otthonról: testvére, Robert és unokaöccse, René, az utolsó férfi Picard egy balesetben életüket vesztették. Ez a tragikus hír nagyon elszomorítja. Elgondolkodik családi szerepéről: ki fogja tovább vinni a Picard-vért, hiszen neki nem született gyermeke.
Az Enterprise később vészjelzéseket fog az Amargosa nevű csillagnál keringő űrállomásról. A megérkezéskor az űrállomás teljesen elhagyatottnak tűnik – megtámadták a romulánok, akik a tőlük ellopott trilítiumot keresték. Worf parancsnokhelyettes egy túlélőt talál: Sorant, akivel visszatér az Enterprise fedélzetére. Soran biztosítja Picard-t, hogy jól van, de sürgősen vissza kell térnie az űrállomásra, hogy befejezhesse a kísérletét. Picard ebbe beleegyezik, de azt mondja, csak akkor térhet vissza, ha előbb az állomást tüzetesen átvizsgálták. A kapitány még mindig nem beszélt senkinek a családját ért tragédiáról; még nem sikerült feldolgoznia, emiatt zavartnak tűnik.
Soran Picard kérése ellenére visszatér az űrállomásra. Itt összefut Data és Geordi La Forge parancsnokhelyettesekkel, akik egy eddig jól elrejtett berendezést vizsgálnak, amit akkor találtak, amikor a támadást vizsgálták ki. Soran megtámadja Geordit, fegyvert fog Datára, és kalibrálni kezdi a műszert.
Eközben az Enterprise fedélzetén Picard és Troi tanácsadó a kapitány fotóalbumát nézegetik, Robertről és Renéről beszélgetnek, mikor hatalmas villanás következik be.
Visszarendelik az embereiket az állomásról, mert hatalmas lökéshullám közelít jelenlegi tartózkodási helyük felé. Hirtelen egy klingon ragadozómadár lép ki az álcázásból, és átsugározza a bázisról Sorant és Geordit, majd újra álcázzák magukat és teret váltanak.
Az Enterprise-nak sikerül az állomásról visszahoznia az embereit, köztük Datát, és még a lökéshullám megérkezése előtt fénysebesség fölé gyorsítanak.
A következő jelenet már a klingon hajón játszódik, ahol kiderül, kik Soran megmentői: a renegát Duras nővérek, Lursa és B'Etor, akik most fizetséget várnak Sorantól a szolgálataikért cserébe.
Soran figyelmezteti őket, hogy tartsák be azt, amiben megállapodtak, és vigyék el a Veridian III-ra, akkor megadja a jelszót ahhoz a számukra fontos adatchiphez, amit most adott át nekik. A nővérek beleegyeznek, és Soran elkezdi Geordi kínzását (amit leforgattak ugyan, de a filmbe nem került bele), mely során eltávolítja a VISOR-ját – mellyel a vaknak született tiszt látni tud –, és egy rejtett kamerát épít bele, ami jeleket sugároz a klingon hajónak.
Mindeközben az Enterprise rátalál a klingon csatahajóra, és rájönnek arra is, hogy Soran el akarja pusztítani a Veridian csillagot, hogy visszatérjen abba a „földre szállt paradicsom”-szerű állapotba, amit egyszer már megtapasztalhatott, 78 évvel korábban, a két el-auriani hajó, az energiagömb és az Enterprise-B incidensekor.
Soran lesugároz a Veridian III felszínére. A helyzetet súlyosbítja, hogy Data úgy véli: az érzelemchipje által keltett érzelmek kiszámíthatatlanná, s így alkalmatlanná teszik, így nem lehet a legénység hasznára. Picard azonban másképp látja: ráparancsol, hajtsa végre a feladatát, mint a Csillagflotta tisztje, és uralkodjon az érzelmein valamint tanuljon általuk, ha már rászánta magát erre a lépésre, mivel ez is az érzelmi lét velejárója.
A Veridian III-on Picard felajánlja magát Geordi helyett. Geordi VISOR-ja, melyet Soran módosított, most elárulja az Enterprise pajzsfrekvenciáját, és a Duras nővérek elkezdik lőni az Enterprise-ot. A torpedókat áthangolták a pajzs frekvenciájára, így akadálytalanul áthatolnak a pajzson, mintha ott se lennének. Mikor már úgy tűnik, hogy a klingonok győznek, Data egy jelet küld a klingon hajónak, minek következtében a ragadozómadár számítógépe aktiválja az álcázást, ami viszont kikapcsolja a pajzsot, így az Enterprise egy torpedóval megsemmisíti a Duras nővérek hajóját. (E technikai hiba miatt vonták ki ezen típusú klingon csatahajókat a forgalomból.) Az ellenséges hajó utolsó torpedója azonban súlyos károkat okozott az Enterprise-ban: reaktormag hasadás lép fel és a térhajtómű-szekció felrobban, miután a vészhelyzeteben leválik róla parancsnoki-szekció. A lökéshullám tönkreteszi a tányéregység impulzushajtóművét, ráadásul a bolygó felé sodródik, melynek gravitációs vonzását képtelen leküzdeni, így lezuhan a bolygó felszínére.
Eközben Picard beszélgetésbe elegyedett Sorannal, és megtudta, hogy célja nem más, mint hogy eljusson a Nexusba – egy különleges térbe, ahol az idő nem létezik, és minden örökké létezik. A Nexus egy térbeli anomália, szalagszerű energia, mely az űrön keresztül vándorol. Ha egy élő organizmussal kerül kapcsolatba, akkor az élőlény az energia részévé válik. Ott csupán egy álomszerű állapotban, örök boldogságtól övezve létezhet, s képes lesz az univerzum – beleértve ide a teret és az időt is – bármely részét elérni. A kapcsolat létrejötte után nehéz ezt a szellemi létsíkot elhagyni, s visszatérni a fizikai valóságba.
Hogy tervét véghez vigye, Sorannak fel kell robbantania a Veridian csillagot, melynek gravitációs ereje elég ahhoz, hogy eljuttassa a Nexusba. Picard megpróbálja meggyőzni Sorant, hogy ne tegye ezt (a Veridian IV ugyanis lakott), de ő hajthatatlan. Hogy Picardot meggátolja abban, hogy megakadályozza tervében, egy erőteret emel néhány tíz méteres körzetben maga köré. Picard azonban észrevesz egy rést a pajzson, bekúszik, és harcolni kezd Sorannal. Nem éri el célját: Soran kilövi a rakétát, az felrobbantja a csillagot, így Picard és Soran is bekerül a Nexusba. Az Enterprise nem ilyen szerencsés: a lökéshullám elpusztítja a bolygót, amire lezuhant.
Mikor Picard „felébred”, karácsonyt ünnepel a családjával (amije sose volt neki): feleségével, gyerekeivel, unokaöccsével, Renével, aki a valóságban nemrég meghalt. Picard boldognak tűnik. Aztán egyszer csak rádöbben, hogy hol is van, s ami körülötte zajlik, az nem lehet a valóság. Emlékezetében felderengenek Guinan szavai: a Nexusban nincs tér és idő. Picard úgy dönt, hogy visszamegy abba a tér- és idősíkba, amikor Soran a rakétát próbálja kilőni. Azonban rádöbben, hogy még ha vissza is megy, egyedül nem fogja tudni Sorant megállítani, ismét a Nexusba fog visszakerülni. Szerencsére Picard tudja, hogy ki segíthet neki.
Úgy tűnik, hogy Kirk kapitány mégsem halt meg 2293-ban, mint ahogy gondolták, hanem ő is a Nexusba került. Mikor Picard találkozik vele, Kirk elmondja, hogy ő is most érkezett – mintha az elmúlt 78 év nem is lett volna. Kirköt nehéz meggyőzni a valóságról, életének abba a pillanatába tért vissza, amikor döntés előtt állt: visszatérjen a flottába, vagy inkább elvegye a szerelmét. Picard megjelenésével azonban egy ellentmondásra derül fény, Kirk rádöbben az igazságra, és úgy dönt, segít Picardnak Soran megállításában.
Az idő hirtelen visszafelé pörög, képek jelennek meg az Enterprise lezuhanásáról, és újra ott vagyunk, amikor Picard Sorannal harcol, de most Picard helyén Kirk áll. Míg Kirk Sorant próbálja feltartani, addig Picard elindul, hogy hatástalanítsa a rakétát. Soran eközben egy távirányítóval álcázza azt, de egy szirt szélén tartózkodik. Egyensúlyát veszti, ám egy kötélbe belekapaszkodik hogy mentse magát, így viszont el kell dobnia a távirányítót.
Picard és Kirk megszerzik a távirányítót, ami egy rozoga hídra esett. Soran azonban továbbra sem adja fel. Amíg Picard Sorannal harcol, addig Kirk kikapcsolja az álcázást, de a híd összeomlik alatta. Picard a rakétához siet, hogy kikapcsolja, de Soran sarokba szorítja egy fegyverrel. Mikor Soran odamegy, hogy elindítsa a rakétát, az felrobban, és megöli őt: Picardnak sikerült előtte bekapcsolnia a biztonsági kapcsokat.
Kirk kapitány azonban nem volt ilyen szerencsés. Mikor Picard megtalálja kövekkel borítva, már alig él. Még megkérdi, hogy sikerrel jártak-e, majd kimondja utolsó szavait: Jó móka volt… de vége. Picard eltemeti a testét a hegycsúcson, s a kövekre a Csillagflotta jelvényét helyezi Kirk egyenruhájáról. Kicsivel később az Enterprise egy kompjával visszaviszik a lezuhant űrhajóhoz.
Nem sokkal ezután megérkeznek az első föderációs mentőcsapatok, elvisznek mindent, amit csak lehet az immár működésképtelen USS Enterprise-D ről, és elhagyják ezt a rendszert.

## Érdekességek
- Az eredeti terv szerint a film elején az eredeti sorozat másik két főszereplője, Spock és McCoy szerepeltek volna Kirkkel együtt. Leonard Nimoy azonban úgy érezte, semmi fontos szerepe nincs ebben a filmben, csak a reklám kedvéért akarják, hogy szerepeljen benne, így nem vállalta. DeForest Kelley hasonlóképpen gondolkodott, túl azon, hogy épp betegeskedett. Így Scotty és Csekov került be helyettük, mert az őket alakító színészek viszont elfogadták az ajánlatot.
- Nimoyt rendezőnek is felkérték. Szintén nem vállalta. Úgy érezte, a jövőben neki már nem sok köze lesz a Star Trekhez.
- Az egyik jelenetnél Marina Sirtis (Troi) széke tüzet fogott és megégette a fenekét. Amikor újravették a jelenetet, Marina megállt egy pillanatra és ellenőrizte a széket, mielőtt leült volna – ezt a pár pillanatot kivágták a filmből.
- Az Enterprise-B fedélzetén lévő újságírók a Federation News Network, a Starfleet Broadcasting és az Earth Broadcasting Service nevű médiumokat képviselték.
- A Duras nővérek klingon harci madarának megsemmisülésekor ugyanazokat a felvételeket használták fel, amit Chang tábornok klingon hajójánál is az előző filmben, a Star Trek VI: A nem ismert tartományban.
- David Carson rendező: „Az Enterprise-B hídján játszódó jelenethez szerződtetett fiatal színészek, bármilyen nagyszerűen játszottak azelőtt a próbákon, mindig elügyetlenkedték a dolgot, amikor William Shatner is jelen volt. Amikor ennek okáról kérdeztem őket, egyikük azt mondta: Nézd, te angol vagy, fogalmad sem lehet arról, mit jelent nekünk, akik a Star Treket nézve nőttünk fel, az Enterprise hídján állni Kirk kapitánnyal.”
- Kirk eredetileg úgy halt volna meg, hogy Soran lelövi egy fézerrel. Ez azonban nem volt elég látványos, így átírták a jelenetet: Kirk úgy hal meg, hogy leszakad egy híd – ügyes metafora a hajó parancsnoki hídjára, ami sokak szerint megfelelőbb színhely lett volna Kirk halálához. Egy korábbi változatban arról is szó volt, hogy Kirk az Enterprise harci hídján a leváló hajtómű-szekcióval száll szembe a klingonokkal, és ott leli halálát.
- Készült egy nyitójelenet is, amiben Kirk orbitális ejtőernyőzéssel "múlatja" az időt, mikor Scotty és Chekov odafutnak hozzá a földet érés után és elújságolják neki, hogy meghívták őket az Enterprise-B felavatására. Ez végül nem került bele a filmbe, viszont az emiatt szkafandert viselő Kirk játékfiguráját kiadták.
- Az Enterprise-D legénysége mind a TNG, mind a DS9-ben látható egyenruhákat használja egymás mellett, a film alatt pedig több szereplő is egyenruhát vált.

## Külső hivatkozások
- Star Trek: Nemzedékek a PORT.hu-n (magyarul)
- A Star Trek: Nemzedékek kulisszái mögött